# Antonio Angelini

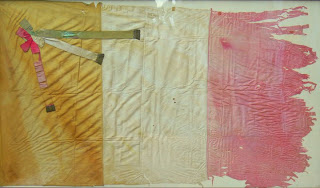
Il primo tricolore della Toscana sventolò a Pieve Fosciana, famiglia del Dott. Iacopo Pierotti, 1831, adesso di proprietà della famiglia Pesetti di Castelnuovo di Garfagnana.

Antonio Angelini (Pieve Fosciana, 26 maggio 1810 – Modena, 25 gennaio 1845) è stato un patriota italiano del Risorgimento, che partecipò ai moti liberali del 1831.

## Biografia
Nato il 26 maggio 1810 a Pieve Fosciana, paese toscano sito nella Garfagnana facente parte a quel tempo degli Stati Estensi, nell'ottobre del 1827 all'età di diciassette anni si era trasferito con la famiglia a Modena, dove il padre Giovanni Pietro, laureato in legge e noto giureconsulto per erudizione, imparzialità e doti morali (chiamato da Elisa Bonaparte a Lucca, fu procuratore di giustizia, quando la Garfagnana venne annessa al principato napoleonico di Lucca) aveva ottenuto un incarico pubblico in qualità di consigliere della Magistratura Giudiziale presso il governo ducale, dopo il Congresso di Vienna, con il recupero della Garfagnana Estense nel ducato di Modena.
Questi i connotati fisici di Antonio, come da rapporto della polizia che lo aveva annoverato tra i ricercati “prevenuti di ribellione”: “Statura ordinaria- Faccia oblunga- Capelli castagni- Barba simile- Naso lungo- Mento oblungo- Segni particolari, alquanto miope- Corporatura mediocre- Fronte alta- Bocca larga- Colorito pallido”.
Antonio Angelini, che per la vivace intelligenza si era distinto negli studi sì da essere ammesso all'università senza sostenere l'esame obbligatorio d'ammissione, si era iscritto alla facoltà di legge, frequentata per due anni, cioè fino all'esilio che lo portò a Parigi: “Del giovane Antonio Angelini posso farle il ritratto per iscritto; se lo desidera in effigie bisogna che vada a Parigi dove è ito a studiare legge. Che testa bizzarra! Mi dirà ella; ma sia con Dio: Tista non spaccia quello che non è (…) avrei voluto che imparasse a conoscerlo, essendo ella degna di un tale amico”. Egli ebbe come precettore privato un giovane compaesano e quasi coetaneo che con questo lavoro si manteneva agli studi universitari, Giovan Battista Tognarelli, fervido sostenitore delle idee liberali, che il clima della restaurazione aveva diffuso ovunque e soprattutto dove avevano allignato forme dispotiche di governo.
Particolarmente attivo sotto il profilo politico era l'ambiente studentesco di Modena e qui vi confluivano anche dalla Garfagnana tanti giovani, per lo più di famiglia benestante e colta, per frequentare ogni indirizzo di studio.
Giovan Battista Tognarelli teneva con loro rapporti di amicizia; inoltre, era il tratto di unione tra un gruppo di persone “congiurate” di Pieve Fosciana (che a quel tempo era anello commerciale con l'Emilia) e i patrioti modenesi. Tra i patrioti garfagnini: Nicola, Carlo e Luigi Fabrizi di Sassi, il dott. Iacopo Pierotti, il dott. Amicotti Nicolao, il dott. Pietro Pierotti, Michelangelo Giovannetti, Domenico Angelini, Antonio Angelini (tutti di Pieve Fosciana).
Antonio Angelini aveva maturato in questo ambiente le idee risorgimentali, partecipando attivamente all'azione rivoluzionaria. È in data 6 febbraio 1831, dopo che il duca Francesco IV aveva fatto arrestare gli esponenti della congiura antiaustriaca, che una moltitudine di liberali, guidata da Antonio Angelini “si recò alla Cittadella, si fece consegnare le armi dalle sentinelle e liberò i prigionieri politici, inclusi quelli che erano stati catturati in casa di Ciro Menotti. Nel pomeriggio dello stesso giorno Antonio Angelini convinse i rivoltosi a chiedere la formazione di un governo provvisorio ed egli stesso fu uno degli incaricati della commissione. Nel primo numero (16 febbraio 1831) del “Monitore Modenese”, giornale ufficiale del Governo Provvisorio di Modena, diretto da Leonardo Nardini, (nato a Castelnuovo di Garfagnana nel 1762, ma domiciliato da alcuni anni a Modena), i fatti accaduti vengono riportati in questi termini: “Lasciato lo Stato di Modena e Reggio in abbandono per la fuga del duca e della maggior parte delle truppe, radunossi il popolo la mattina del giorno 6 nel palazzo del Comune, e dopo essere stato arringato dall'animoso Antonio Angelini, studente di legge e giovane di molto ingegno e caldissimo di patrio amore, obbligò i custodi dell'armeria a consegnarli le armi". Al Nardini “mal gliene incolse” per essere stato il direttore del giornale; infatti con il ritorno del duca il Nardini fu arrestato, nonostante la fuga nel Frignano, processato e condannato con sentenza 12 luglio 1831 per aver accolto nel Monitore “scritti ingiuriosi ed offensivi l'onore del nostro veneratissimo sovrano”, a tre anni di carcere commutabili nell'esilio, alle spese del processo e alla sorveglianza.
Anche il “duchesco” A. Setti racconta l'episodio dicendo che “All'un'ora pomeridiana (del 6) si cominciò a radunare molto popolo nella Piazza, che venne ingrossato da molte persone accorse dai luoghi vicini, e dopo aver sentito una rapsodia declamata dal giovinastro Antonio Angelini, che per fortunata combinazione non era che un garfagnino, cominciò a tumultuare e a chiedere alla Comunità un nuovo governo e la liberazione dei prigionieri politici (…). Fra le grida di gioia, di viva la libertà portossi la turba, composta dalla più vile feccia del popolo e diretta dal fanatico ed esaltato Antonio Angelini, alla Cittadella e pose in libertà i politici detenuti, disarmando la truppa e sostituendo nei posti militari coloro che avevano contribuito a disarmare la truppa medesima”.
In data 9 febbraio 1831 fu pubblicata una “Deliberazione dei cittadini unitisi per la liberazione della patria”, nel cui proclama si denunciava la situazione di gravità determinata dal vuoto politico; di conseguenza si dava vita ad un Governo Provvisorio, del quale veniva fissata la gerarchia politica con la nomina di un Dittatore e tre consoli. “Nel proclama si facevano essenzialmente queste considerazioni: il duca aveva abbandonato Modena senza lasciare alcuna direttiva; i ministri ducali erano fuggiti e rimanevano latitanti; la situazione era di grave pericolo; si dava per esautorato il duca (…)”. Il proclama è firmato da 72 persone, tra cui Vincenzo Borelli, Antonio Angelini, i fratelli Paolo e Nicola Fabrizi, Celeste Menotti (fratello di Ciro), Anacarsi Nardi (nato in Lunigiana, sarà fucilato nel 1844 a Cosenza nella spedizione dei fratelli Bandiera), Manfredo Fanti (che sarà generale nelle guerre risorgimentali e ministro di Cavour, in qualità di primo ordinatore dell'esercito del regno d'Italia). I firmatari vennero poi definiti da Antonio Setti “…pazzarelli, per spogliare con un tratto di penna Francesco IV della sovranità, a lui garantita da tante Potenze e tanti solennissimi trattati”.
Antonio Angelini ricompare come uno dei rappresentanti della Guardia nazionale in data 15 febbraio 1831, quando un'assemblea doveva sancire l'unione del Governo Provvisorio di Modena con quello di Reggio.
Francesco IV, che il 6 di marzo aveva avuto ragione con 5000 soldati su qualche centinaio di rivoluzionari a pochi chilometri da Modena, rientrò nella capitale del ducato il 9 marzo 1831. Il nome di Antonio Angelini si ritrova di lì a poco, unitamente a quello di altri 58 ricercati, nel bando emesso dal Tribunale Statario eretto il 20 marzo. Un decreto ducale sempre del 20 marzo stabiliva le norme con cui i ribelli dovevano essere puniti, distinguendo chi doveva essere giudicato dalla Commissione militare e chi dal Tribunale Statario. Inoltre si precisava che era da ritenersi “che sia andato volontariamente in esilio, chiunque evase coi ribelli da questi stati”. Lo stesso duca in data 10 settembre segnala al Presidente del tribunale i nomi dei capi della ribellione e dei fomentatori della rivolta, come Menotti, Fabrizi, Angelini, quasi tutti latitanti e condannati in contumacia. Per l'Angelini, considerandone la minore età, la pena comminata era di venti anni di galera. La sentenza sarà riconfermata in data 19/6/1837 con l'accusa di “reo di lesa maestà per essere intervenuto alla redazione e firma della deliberazione 9 febbraio 1831. Portante la Costituzione del Governo Rivoluzionario a pregiudizio della Legittima Sovranità. E per avere con zelo eccitato il popolo alla rivolta conducendolo fra gridi di gioia alla Cittadella, dove disarmate le sentinelle, aprì le porte ai prigionieri politici”.
Dal 1832 ha inizio l'esilio di Antonio Angelini; costretto ad espatriare, si stabilisce a Marsiglia, dove Giuseppe Mazzini nell'agosto del 1831 aveva fondato l'associazione Giovine Italia. Insieme a un compagno di Ciro Menotti, Giovan Battista Ruffini e con il significativo nome di copertura di Giano della Bella, Antonio Angelini entrò a far parte della Giovine Italia diventandone uno dei dirigenti. Di questo periodo di militanza non si sa molto in quanto la famiglia, prima che Antonio morisse, distrusse a Modena tutto il materiale compromettente. Pertanto quello che sappiamo è da ricondursi all'Epistolario Mazziniano; Giuseppe Mazzini lo elogia come “giovane di intelletto svegliatissimo e caldo”, a cui affidava anche compiti di una certa rilevanza, come nei primi due moti mazziniani del 1833 e 1834.
Nel 1833 a Torino ebbe un incarico di propaganda: “Usi speranza, sentimento di dovere, poi parli caldo: frema, pianga, se occorra”. Sempre a Torino Antonio Angelini avrebbe dovuto mettersi in contatto con Antonio Gallenga, la cui missione segreta era quella di attentare alla vita di Carlo Alberto di Savoia, ma non ebbero luogo nessuno dei due fatti; anzi, entrambi i personaggi fuggirono all'estero con l'aiuto dei liberali torinesi. Il Mazzini scrive da Ginevra ad un amico: “Giano della Bella è qui in salvo”.
Il riferimento a Giano della Bella ricompare in una lettera del Mazzini risalente all'ottobre 1833, quando si stava organizzando il secondo moto, che prevedeva per gli inizi del 1834 la sollevazione della Savoia: ”Ho avuto la visita (a Ginevra) di Giano della Bella, venuto per avere certe istruzioni ed anche armi.(…) Dio ci aiuti. Vedo esclusa ogni via di salute per lui. Temo che Giano della Bella sia arrestato. Di Giano della Bella non so nulla. Maledizione.”
Le responsabilità del fallimento del secondo moto (cui seguirono persecuzioni poliziesche che costrinsero all'esilio in Inghilterra Mazzini, Angelini, Ruffini e tanti altri) furono principalmente ricondotte al generale Ramorino. Antonio Angelini interviene, unitamente all'amico G. B. Ruffini, come firmatario di un articolo scritto in lingua francese pubblicato nel periodico Europe Centrale in risposta ad una lettera che il generale Ramorino aveva inviato alla Gazette de Lausanne per discolparsi. Nell'articolo si accusava di incapacità il generale Ramorino e si esprimeva il rammarico per averlo scelto come capo pour aller se battre et que tout a fini par une vaine bravade militaire.
Ricompare il nome di Antonio Angelini in una lettera scritta dal Mazzini da Londra nel 1844 in cui afferma che non si può “dire: non s'ha da correre il menomo rischio per la causa ed essere nondimeno patrioti per eccellenza. Del '33 quando v'erano più rischi d'oggi, Angelini, Gallenga, Clara e non so quanti altri andarono”.
Nel 1845 la famiglia di Antonio Angelini viene messa a conoscenza dal congiunto di problemi di salute per i quali gli stessi medici esprimeranno una diagnosi di tale gravità da indurre il padre Giovanni Pietro a richiedere al governo ducale il rimpatrio; la richiesta viene motivata adducendo disturbi mentali che in realtà non corrispondevano alle reali condizioni di salute: “Giov. Pietro Angelini di Modena implora che il profugo politico di lui figlio Antonio, affetto da alienazione mentale possa venire in seno alla propria famiglia a curarsi di tale malattia”. La risposta è del 21 agosto: “Se è mentecatto il figlio del ricorrente non sta bene in casa e potrebbe la sua pazzia essere un pretesto per venirvi; ma se lo è si concede che venga posto in una cura nello stabilimento di S. Lazzaro”. Solo dopo la supplica della madre Brigida e la sicurezza tramite indagini mediche della effettiva grave condizione di salute del figlio, il duca Francesco IV concesse che l'Angelini fosse ricoverato a spese della famiglia nel manicomio di Reggio, sorvegliato a vista dalla polizia, curato dal medico governativo, isolato da tutto e da tutti, fatta eccezione per le visite dei familiari che tuttavia erano sottoposte a limiti di tempo, dovevano tenersi al cospetto di ufficiali di polizia e sotto la responsabilità del direttore. Essendosi aggravato nel corso dell'anno lo stato di salute del malato, ne fu concesso il trasferimento nella casa dei genitori a Modena dove poco dopo morì il 25 gennaio 1845, a soli 35 anni.